# Heliophanus forcipifer
Heliophanus forcipifer là một loài nhện trong họ Salticidae.
Loài này thuộc chi Heliophanus. Heliophanus forcipifer được Wladislaus Kulczynski miêu tả năm 1895.